# Jerry Horton
Jerry Allan Horton nació el 10 de marzo de 1975 en Dixon, California. Es el compositor y el guitarrista de la banda estadounidense Papa Roach.

## Biografía
Jerry Horton, su hermano, Chad y sus padres se mudaron en 1982 a Vacaville donde asistió a la Escuela Secundaria Vanden. Comenzó a tocar la guitarra cuando tenía 14 años. Escuchaba bandas como Metallica, Slayer, Sepultura, Nine Inch Nails y ministry. La primera vez que escuchó de Papa Roach fue a través de una exnovia. Poco después de la fundación de la banda, Jerry se unió a la banda como primer guitarrista. Jerry había trabajado de vez en cuando como un reparador o como empleado de ventas. En 1999 dejó su trabajo por Papa Roach.
Está casado con Jessica Lee desde el diciembre de 2002, en 2006 tuvo a su hija Amelia Horton.

## Equipamiento
- Schecter Tempest Customs and Signature Models
- Schecter C-1 Jerry Horton Model Electric Guitar
- Dean Markley Strings
- Marshall JMP-1 Midi Preamp
- Digital Music Corp GCX Ground Control
- Rocktron Multi-Valve FX
- Marshall JCM-900 Head
- Marshall 1960B Straight Cabinet / 4x12

## Curiosidad
- Su Hobby principal es la fotografía

1. ↑  Sitio de PapaRoach
2. ↑  Pagina Personal en Facebook

- Datos: Q2485487
- Multimedia: Jerry Horton / Q2485487